# Бернхард Йоахим фон Бюлов
Бернхард Йоахим фон Бюлов (на немски: Bernhard Joachim von Bülow; * 19 март 1632; † 29 април 1676) е благородник от род фон Бюлов, наследствен господар в Камин в Мекленбург-Предна Померания.
Той е вторият син (най-малкото дете от 6 деца) на Детлоф фон Бюлов († 1662), декан на манастир Ратцебург и наследствен господар в Хундорф, и съпругата му Маргарета фон Шак (1592 – 1658), дъщеря на Хартвиг фон Шак († 1597) и Барбара фон Шак, дъщеря на Валентин фон Шак († 1584) и Урсула фон Пентц. Внук е на Бартхолд фон Бюлов (1533 – 1621) и Гьодел фон Даненберг. Големият му брат е Бартолд Хартвиг фон Бюлов (1611 – 1667).
Бернхард Йоахим фон Бюлов е кръстен на 21 март 1632 г., има първо частни учители и понеже катедралното училище в Ратцебург има добро име, родителите му го изпращат по-късно там. Там той учи латински и след известно време се записва да следва в университета в Хелмщет и след две години в Страсбург. След това той пътува в Швейцария и през Седан и Лион в Париж. Там той посещава кралския двор и се упражнява в рицарските игри, научава френски език. След това той пътува до Англия и Нидерландия и се връща в родината си. След смъртта на майка му той започва служба при херцог Юлиус Хайнрих фон Саксония-Лауенбург († 1665) и след това в други немски дворове. Той отива в императорския двор във Виена, където научава за смъртта на баща му и трябва да се върне в родината си.
Той купува имението Камин в Мекленбург-Предна Померания и се жени. Той остава скромен, вярващ в Бог, отнася се с жителите си почтено. Той умира преди обяд на 29 април 1676 г. на 44 години.

## Фамилия
Бернхард Йоахим фон Бюлов се жени на 10 ноември 1669 г. за Хиполита Мария фон Шак (1649 – 1720), дъщеря на Хартвиг фон Шак-Мюсен († 1676) и Катарина фон Перкентин, наследничка на Цехер. Те имат три сина и една дъщеря:
- два сина, умират рано
- Катарина фон Бюлов (* 1672), омъжена 1693 г. за Хайнрих Улрих фон Негенданк
- Хартвиг фон Бюлов (1674 – 1711), женен 1698 г. за Катарина Луиза фон Негенданк (1674 – 1727), дъщеря на Улрих фон Негенданк (1639 – 1695) и Агнеса Доротея фон Бер (1645 – 1701); имат четири деца